# CIM-10 Chapitre 17 : Malformations congénitales et anomalies chromosomiques
Cet article développe le chapitre XVII de la classification internationale des maladies, CIM-10.

## Q00-Q07 - Malformations congénitales du système nerveux
- (QQ00) Anencéphalie et malformations similaires
  - (Q00.0) Anencéphalie (Acéphalie, Acrânie, Anencéphalomyélie, Hémianencéphalie, Hémicéphalie)
  - (Q00.1) Cranio-rachischisis
  - (Q00.2) Iniencéphalie

- (Q01) Encéphalocèle (Encéphalomyélocèle, hydro-encéphalocèle, hydroméningocèle crânienne, méningocèle cérébrale, méningo-encéphalocèle)
  - (Q01.0) Encéphalocèle frontale
  - (Q01.1) Encéphalocèle naso-frontale
  - (Q01.2) Encéphalocèle occipitale
  - (Q01.8) Encéphalocèle d'autres localisations
  - (Q01.9) Encéphalocèle, sans précision

- (Q02) Microcéphalie (Hydromicrocéphalie, Micro-encéphale)

- (Q03) Hydrocéphalie congénitale (hydrocéphalie du nouveau-né)
  - (Q03.0) Malformations de l'aqueduc de Sylvius (Anomalie, Obstruction congénitale, Sténose de l'aqueduc de Sylvius)
  - (Q03.1) Atrésie des fentes de Luschka et du foramen de Magendie (Malformation de Dandy-Walker)
  - (Q03.8) Autres hydrocéphalies congénitales
  - (Q03.9) Hydrocéphalie congénitale, sans précision

- (Q04) Autres malformations congénitales de l'encéphale
  - (Q04.0) Malformations congénitales du corps calleux (Agénésie du corps calleux)
  - (Q04.1) Arhinencéphalie
  - (Q04.2) Holoproencéphalie
  - (Q04.3) Autres anomalies localisées du développement de l'encéphale (Agénésie, Aplasie, Hypoplasie d'une partie de l'encéphale, Agyrie, Hydranencéphalie, Lissencéphalie, Microgyrie, Pachygyrie)
  - (Q04.4) Dysplasie du septum et des voies optiques
  - (Q04.5) Mégalencéphalie
  - (Q04.6) Kystes cérébraux congénitaux (Porencéphalie, Schizencéphalie)
  - (Q04.8) Autres malformations congénitales précisées de l'encéphale (Macrogyrie)
  - (Q04.9) Malformation congénitale de l'encéphale, sans précision (Anomalie congénitale, Anomalies multiples congénitales, Maladie ou lésion congénitale)

- (Q05) Spina bifida (hydroméningocèle (rachidienne), méningocèle (rachidienne), méningomyélocèle, myélocèle, myéloméningocèle, achischisis, spina bifida, syringomyélocèle)
  - (Q05.0) Spina bifida cervical, avec hydrocéphalie
  - (Q05.1) Spina bifida thoracique, avec hydrocéphalie (Spina bifida)
  - (Q05.2) Spina bifida lombaire, avec hydrocéphalie
  - (Q05.3) Spina bifida sacré, avec hydrocéphalie
  - (Q05.4) Spina bifida, avec hydrocéphalie, sans précision
  - (Q05.5) Spina bifida cervical, sans hydrocéphalie
  - (Q05.6) Spina bifida thoracique, sans hydrocéphalie
  - (Q05.7) Spina bifida lombaire, sans hydrocéphalie
  - (Q05.8) Spina bifida sacré, sans hydrocéphalie
  - (Q05.9) Spina bifida, sans précision

- (Q06) Autres malformations congénitales de la moelle épinière
  - (Q06.0) Amyélie
  - (Q06.1) Hypoplasie et dysplasie de la moelle épinière (Atélomyélie, Myélatélie, Myélodysplasie de la moelle épinière)
  - (Q06.2) Diastématomyélie
  - (Q06.3) Autres malformations congénitales de la queue de cheval
  - (Q06.4) Hydromyélie (Hydrorachis)
  - (Q06.8) Autres malformations congénitales précisées de la moelle épinière
  - (Q06.9) Malformation congénitale de la moelle épinière, sans précision

- (Q07) Autres malformations congénitales du système nerveux
  - (Q07.0) Malformation d'Arnold-Chiari
  - (Q07.8) Autres malformations congénitales précisées du système nerveux (Agénésie d'un nerf, Anomalie d'un plexus nerveux, Mâchoire à clignement, Phénomène de Marcus Gunn)
  - (Q07.9) Malformation congénitale du système nerveux, sans précision

## Q10-Q18 - Malformations congénitales de l'œil, de l'oreille, de la face et du cou
- (Q10) Malformations congénitales des paupières, de l'appareil lacrymal et de l'orbite
  - (Q10.0) Ptosis congénital
  - (Q10.1) Ectropion congénital
  - (Q10.2) Entropion congénital
  - (Q10.3) Autres malformations congénitales des paupières (Ablépharie)
  - (Q10.4) Absence et agénésie de l'appareil lacrymal
  - (Q10.5) Sténose ou rétrécissement congénital du canal lacrymal
  - (Q10.6) Autres malformations congénitales de l'appareil lacrymal
  - (Q10.7) Malformation congénitale de l'orbite

- (Q11) Anophtalmie, microphtalmie et macrophtalmie
  - (Q11.0) Œil kystique
  - (Q11.1) Autres formes d'anophtalmie (Agénésie, Aplasie de l'œil)
  - (Q11.2) Microphtalmie (Cryptophtalmie, Dysplasie de l'œil, Hypoplasie de l'œil)
  - (Q11.3) Macrophtalmie

- (Q12) Malformations congénitales du cristallin
  - (Q12.0) Cataracte congénitale
  - (Q12.1) Luxation congénitale du cristallin
  - (Q12.2) Colobome du cristallin
  - (Q12.3) Aphakie congénitale
  - (Q12.4) Sphérophakie
  - (Q12.8) Autres malformations congénitales du cristallin
  - (Q12.9) Malformation congénitale du cristallin, sans précision

- (Q13) Malformations congénitales de la chambre antérieure de l'œil
  - (Q13.0) Colobome de l'iris
  - (Q13.1) Absence d'iris (Aniridie)
  - (Q13.2) Autres malformations congénitales de l'iris (Anisocorie congénitale, Atrésie de la pupille, Corectopie)
  - (Q13.3) Opacité congénitale de la cornée
  - (Q13.4) Autres malformations congénitales de la cornée (Anomalie de Peter, Microcornée)
  - (Q13.5) Sclérotique bleue
  - (Q13.8) Autres malformations congénitales de la chambre antérieure de l'œil (Anomalie de Rieger)
  - (Q13.9) Malformation congénitale de la chambre antérieure de l'œil, sans précision

- (Q14) Malformations congénitales de la chambre postérieure de l'œil
  - (Q14.0) Malformation congénitale du corps vitré
  - (Q14.1) Malformation congénitale de la rétine
  - (Q14.2) Malformation congénitale de la papille optique
  - (Q14.3) Malformation congénitale de la choroïde
  - (Q14.8) Autres malformations congénitales de la chambre postérieure de l'œil
  - (Q14.9) Malformation congénitale de la chambre postérieure de l'œil, sans précision

- (Q15) Autres malformations congénitales de l'œil
  - (Q15.0) Glaucome congénital (Buphtalmie, Glaucome du nouveau-né, Hydrophtalmie, Kératoglobe congénital avec glaucome, Macrocornée ou mégalocornée avec glaucome, Macrophtalmie au cours d'un glaucome congénital)
  - (Q15.8) Autres malformations congénitales précisées de l'œil
  - (Q15.9) Malformation congénitale de l'œil, sans précision

- (Q16) Malformations congénitales de l'oreille avec atteinte de l'audition
  - (Q16.0) Absence congénitale du pavillon de l'oreille
  - (Q16.1) Absence, atrésie et rétrécissement congénitaux du conduit auditif (externe)
  - (Q16.2) Absence de trompe d'Eustache
  - (Q16.3) Malformation congénitale des osselets
  - (Q16.4) Autres malformations congénitales de l'oreille moyenne
  - (Q16.5) Malformation congénitale de l'oreille interne
  - (Q16.9) Malformation congénitale de l'oreille avec atteinte de l'audition, sans précision

- (Q17) Autres malformations congénitales de l'oreille
  - (Q17.0) Pavillon surnuméraire
  - (Q17.1) Macrotie
  - (Q17.2) Microtie
  - (Q17.3) Autres déformations de l'oreille (Oreilles pointues)
  - (Q17.4) Anomalie de position de l'oreille
  - (Q17.5) Oreilles proéminentes (Oreille "chauve-souris")
  - (Q17.8) Autres malformations congénitales précisées de l'oreille
  - (Q17.9) Malformation congénitale de l'oreille, sans précision

- (Q18) Autres malformations congénitales de la face et du cou
  - (Q18.0) Fissure, fistule et kyste d'origine branchiale
  - (Q18.1) Fistule et kyste préauriculaires
  - (Q18.2) Autres malformations d'origine branchiale (Otocéphalie)
  - (Q18.3) Cou palmé (Pterygium colli)
  - (Q18.4) Macrostomie
  - (Q18.5) Microstomie
  - (Q18.6) Macrocheilie
  - (Q18.7) Microcheilie
  - (Q18.8) Autres malformations congénitales précisées de la face et du cou (Fistule, Kyste, Sinus)
  - (Q18.9) Malformation congénitale de la face et du cou, sans précision

## Q20-Q28 - Malformations congénitales de l'appareil circulatoire
- (Q20) Malformations congénitales des cavités et des orifices cardiaques
  - (Q20.0) Tronc artériel commun
  - (Q20.1) Ventricule droit à double issue (Syndrome de Taussig–Bing (en))
  - (Q20.2) Ventricule gauche à double issue
  - (Q20.3) Communication ventriculo-auriculaire discordante (Dextroposition de l'aorte)
  - (Q20.4) Ventricule à double issue
  - (Q20.5) Communication auriculo-ventriculaire discordante
  - (Q20.6) Isomérisme des auricules cardiaques
  - (Q20.8) Autres malformations congénitales des cavités et des orifices cardiaques
  - (Q20.9) Malformation congénitale des cavités et des orifices cardiaques, sans précision

- (Q21) Malformations congénitales des cloisons cardiaques
  - (Q21.0) Communication interventriculaire
  - (Q21.1) Communication interauriculaire
  - (Q21.2) Communication auriculo-ventriculaire
  - (Q21.3) Tétralogie de Fallot
  - (Q21.4) Communication aorto-pulmonaire
  - (Q21.8) Autres malformations congénitales des cloisons cardiaques
  - (Q21.9) Malformation congénitale d'une cloison cardiaque, sans précision

- (Q22) Malformations congénitales de la valve pulmonaire et de la valvule tricuspide
  - (Q22.0) Atrésie de la valve pulmonaire
  - (Q22.1) Sténose congénitale de la valve pulmonaire
  - (Q22.2) Insuffisance congénitale de la valve pulmonaire
  - (Q22.3) Autres malformations congénitales de la valve pulmonaire
  - (Q22.4) Sténose congénitale de la valvule tricuspide
  - (Q22.5) Maladie d'Ebstein
  - (Q22.6) Hypoplasie du cœur droit
  - (Q22.8) Autres malformations congénitales de la valvule tricuspide
  - (Q22.9) Malformation congénitale de la valvule tricuspide, sans précision

- (Q23) Malformations congénitales des valvules aortique et mitrale
  - (Q23.0) Sténose congénitale de la valvule aortique (Atrésie, Sténose)
  - (Q23.1) Insuffisance congénitale de la valvule aortique
  - (Q23.2) Sténose mitrale congénitale
  - (Q23.3) Insuffisance mitrale congénitale
  - (Q23.4) Hypoplasie du cœur gauche
  - (Q23.8) Autres malformations congénitales des valvules aortique et mitrale
  - (Q23.9) Malformation congénitale des valvules aortique et mitrale, sans précision

- (Q24) Autres malformations congénitales cardiaques
  - (Q24.0) Dextrocardie
  - (Q24.1) Lévocardie
  - (Q24.2) Cœur triatrial
  - (Q24.3) Sténose de l'infundibulum pulmonaire
  - (Q24.4) Sténose sous-aortique congénitale
  - (Q24.5) Malformation des vaisseaux coronaires
  - (Q24.6) Bloc congénital du cœur
  - (Q24.8) Autres malformations cardiaques congénitales précisées
  - (Q24.9) Malformation cardiaque congénitale, sans précision

- (Q25) Malformations congénitales des gros vaisseaux
  - (Q25.0) Perméabilité du canal artériel
  - (Q25.1) Coarctation de l'aorte
  - (Q25.2) Atrésie de l'aorte
  - (Q25.3) Sténose de l'aorte
  - (Q25.4) Autres malformations congénitales de l'aorte
  - (Q25.5) Atrésie de l'artère pulmonaire
  - (Q25.6) Sténose de l'artère pulmonaire
  - (Q25.7) Autres malformations congénitales de l'artère pulmonaire
  - (Q25.8) Autres malformations congénitales des gros vaisseaux
  - (Q25.9) Malformation congénitale des gros vaisseaux, sans précision

- (Q26) Malformations congénitales des grandes veines
  - (Q26.0) Sténose congénitale de la veine cave
  - (Q26.1) Persistance de la veine cave supérieure gauche
  - (Q26.2) Retour veineux pulmonaire anormal total
  - (Q26.3) Retour veineux pulmonaire anormal partiel
  - (Q26.4) Retour veineux pulmonaire anormal, sans précision
  - (Q26.5) Retour veineux portal anormal
  - (Q26.6) Fistule entre la veine porte et l'artère hépatique
  - (Q26.8) Autres malformations congénitales des grandes veines (Syndrome du cimeterre)
  - (Q26.9) Malformation congénitale d'une grande veine, sans précision

- (Q27) Autres malformations congénitales de l'appareil circulatoire périphérique
  - (Q27.0) Absence congénitale et hypoplasie de l'artère ombilicale
  - (Q27.1) Sténose congénitale de l'artère rénale
  - (Q27.2) Autres malformations congénitales de l'artère rénale
  - (Q27.3) Malformation artérioveineuse périphérique
  - (Q27.4) Phlébectasie congénitale
  - (Q27.8) Autres malformations congénitales précisées de l'appareil circulatoire périphérique
  - (Q27.9) Malformation congénitale de l'appareil circulatoire périphérique, sans précision

- (Q28) Autres malformations congénitales de l'appareil circulatoire
  - (Q28.0) Malformation artérioveineuse de vaisseaux précérébraux
  - (Q28.1) Autres malformations des vaisseaux précérébraux
  - (Q28.2) Malformation artérioveineuse des vaisseaux cérébraux
  - (Q28.3) Autres malformations des vaisseaux cérébraux
  - (Q28.8) Autres malformations congénitales précisées de l'appareil circulatoire
  - (Q28.9) Malformation congénitale de l'appareil circulatoire, sans précision

## Q30-Q34 - Malformations congénitales de l'appareil respiratoire
- (Q30) Malformations congénitales du nez
  - (Q30.0) Atrésie des choanes
  - (Q30.1) Agénésie et hypoplasie du nez
  - (Q30.2) Fissure, échancrure et fente nasales
  - (Q30.3) Perforation congénitale de la cloison nasale
  - (Q30.8) Autres malformations congénitales du nez
  - (Q30.9) Malformation congénitale du nez, sans précision

- (Q31) Malformations congénitales du larynx
  - (Q31.0) Ptérygion du larynx
  - (Q31.1) Sténose sous-glottique congénitale
  - (Q31.2) Hypoplasie du larynx
  - (Q31.3) Laryngocèle
  - (Q31.5) Laryngomalacie congénitale
  - (Q31.8) Autres malformations congénitales du larynx
  - (Q31.9) Malformation congénitale du larynx, sans précision

- (Q32) Malformations congénitales de la trachée et des bronches
  - (Q32.0) Trachéomalacie congénitale
  - (Q32.1) Autres malformations congénitales de la trachée
  - (Q32.2) Bronchomalacie congénitale
  - (Q32.3) Sténose bronchique congénitale
  - (Q32.4) Autres malformations congénitales des bronches

- (Q33) Malformations congénitales du poumon
  - (Q33.0) Poumon kystique congénital
  - (Q33.1) Lobe pulmonaire surnuméraire
  - (Q33.2) Séquestration pulmonaire
  - (Q33.3) Agénésie du poumon
  - (Q33.4) Bronchiectasie congénitale
  - (Q33.5) Tissu ectopique intrapulmonaire
  - (Q33.6) Hypoplasie et dysplasie du poumon
  - (Q33.8) Autres malformations congénitales du poumon
  - (Q33.9) Malformation congénitale du poumon, sans précision

- (Q34) Autres malformations congénitales de l'appareil respiratoire
  - (Q34.0) Anomalie de la plèvre
  - (Q34.1) Kyste congénital du médiastin
  - (Q34.8) Autres malformations congénitales précisées de l'appareil respiratoire
  - (Q34.9) Malformation congénitale de l'appareil respiratoire, sans précision

## Q35-Q37 - Fente labiale et fente palatine
- (Q35) Fente palatine
  - (Q35.1) Fente de la voûte du palais
  - (Q35.3) Fente du voile du palais
  - (Q35.5) Fente de la voûte et du voile du palais
  - (Q35.7) Fente de la luette
  - (Q35.9) Fente du palais, sans précision

- (Q36) Fente labiale
  - (Q36.0) Fente labiale bilatérale
  - (Q36.1) Fente labiale médiane
  - (Q36.9) Fente labiale unilatérale
- (Q37) Fente labio-palatine
  - (Q37.0) Fente labiale bilatérale avec fente de la voûte du palais
  - (Q37.1) Fente labiale unilatérale avec fente de la voûte du palais
  - (Q37.2) Fente labiale bilatérale avec fente du voile du palais
  - (Q37.3) Fente labiale unilatérale avec fente du voile du palais
  - (Q37.4) Fente labiale bilatérale avec fente du voile et de la voûte du palais
  - (Q37.5) Fente labiale unilatérale avec fente du voile et de la voûte du palais
  - (Q37.8) Fente labiale bilatérale avec fente palatine, sans précision
  - (Q37.9) Fente labiale unilatérale avec fente palatine, sans précision

## Q38-Q45 - Autres malformations congénitales de l'appareil digestif
- (Q38) Autres malformations congénitales de la langue, de la bouche et du pharynx
  - (Q38.0) Malformations congénitales des lèvres, non classées ailleurs (Syndrome de Van der Woude)
  - (Q38.1) Ankyloglossie
  - (Q38.2) Macroglossie
  - (Q38.3) Autres malformations congénitales de la langue (Aglossie, Hypoglossie, Hypoplasie de la langue, Langue bifide, Microglossie)
  - (Q38.4) Malformations congénitales des glandes et des canaux salivaires
  - (Q38.5) Malformations congénitales du palais, non classées ailleurs
  - (Q38.6) Autres malformations congénitales de la bouche
  - (Q38.7) Poche pharyngée
  - (Q38.8) Autres malformations congénitales du pharynx
- (Q39) Malformations congénitales de l'œsophage
  - (Q39.0) Atrésie de l'œsophage, sans fistule
  - (Q39.1) Atrésie de l'œsophage avec fistule trachéo-œsophagienne
  - (Q39.2) Fistule trachéo-œsophagienne congénitale, sans atrésie
  - (Q39.3) Sténose et rétrécissement congénitaux de l'œsophage
  - (Q39.4) Ptérygion de l'œsophage
  - (Q39.5) Dilatation congénitale de l'œsophage
  - (Q39.6) Diverticule de l'œsophage
  - (Q39.8) Autres malformations congénitales de l'œsophage
  - (Q39.9) Malformation congénitale de l'œsophage, sans précision

- (Q40) Autres malformations congénitales des voies digestives supérieures
  - (Q40.0) Sténose hypertrophique congénitale du pylore
  - (Q40.1) Hernie hiatale congénitale
  - (Q40.2) Autres malformations congénitales précisées de l'estomac (Mégalogastrie, Microgastrie)
  - (Q40.3) Malformation congénitale de l'estomac, sans précision
  - (Q40.8) Autres malformations congénitales précisées des voies digestives supérieures
  - (Q40.9) Malformation congénitale des voies digestives supérieures, sans précision

- (Q41) Absence, atrésie et sténose congénitales de l'intestin grêle
  - (Q41.0) Absence, atrésie et sténose congénitales du duodénum
  - (Q41.1) Absence, atrésie et sténose congénitales du jéjunum (Syndrome de la pelure de pomme)
  - (Q41.2) Absence, atrésie et sténose congénitales de l'iléon
  - (Q41.8) Absence, atrésie et sténose congénitales d'autres localisations précisées de l'intestin grêle
  - (Q41.9) Absence, atrésie et sténose congénitales de l'intestin grêle, sans précision de localisation

- (Q42) Absence, atrésie et sténose congénitales du côlon
  - (Q42.0) Absence, atrésie et sténose congénitales du rectum, avec fistule
  - (Q42.1) Absence, atrésie et sténose congénitales du rectum, sans fistule
  - (Q42.2) Absence, atrésie et sténose congénitales de l'anus, avec fistule
  - (Q42.3) Absence, atrésie et sténose congénitales de l'anus, sans fistule
  - (Q42.8) Absence, atrésie et sténose congénitales d'autres localisations du côlon
  - (Q42.9) Absence, atrésie et sténose congénitales du côlon, sans précision de localisation

- (Q43) Autres malformations congénitales de l'intestin
  - (Q43.0) Diverticule de Meckel
  - (Q43.1) Maladie de Hirschsprung
  - (Q43.2) Autres anomalies fonctionnelles congénitales du côlon
  - (Q43.3) Malformations congénitales de fixation de l'intestin
  - (Q43.4) Duplication de l'intestin
  - (Q43.5) Ectopie de l'anus
  - (Q43.6) Fistule congénitale du rectum et de l'anus
  - (Q43.7) Persistance du cloaque
  - (Q43.8) Autres malformations congénitales précisées de l'intestin
  - (Q43.9) Malformation congénitale de l'intestin, sans précision

- (Q44) Malformations congénitales de la vésicule biliaire, des voies biliaires et du foie
  - (Q44.0) Agénésie, aplasie et hypoplasie de la vésicule biliaire
  - (Q44.1) Autres malformations congénitales de la vésicule biliaire
  - (Q44.2) Atrésie des voies bilaires
  - (Q44.3) Sténose et rétrécissement congénitaux des voies biliaires
  - (Q44.4) Kyste du cholédoque
  - (Q44.5) Autres malformations congénitales des voies biliaires
  - (Q44.6) Maladie kystique du foie
  - (Q44.7) Autres malformations congénitales du foie (Syndrome d'Alagille)

- (Q45) Autres malformations congénitales de l'appareil digestif
  - (Q45.0) Agénésie, aplasie et hypoplasie du pancréas
  - (Q45.1) Pancréas annulaire
  - (Q45.2) Kyste pancréatique congénital
  - (Q45.3) Autres malformations congénitales du pancréas et du canal pancréatique
  - (Q45.8) Autres malformations congénitales précisées de l'appareil digestif
  - (Q45.9) Malformation congénitale de l'appareil digestif, sans précision

## Q50-Q56 - Malformations congénitales des organes génitaux
- (Q50) Malformations congénitales des ovaires, des trompes de Fallope et des ligaments larges
  - (Q50.0) Absence congénitale d'ovaire(s)
  - (Q50.1) Kyste ovarien au cours du développement
  - (Q50.2) Torsion congénitale de l'ovaire
  - (Q50.3) Autres malformations congénitales de l'ovaire
  - (Q50.4) Kyste embryonnaire de la trompe de Fallope
  - (Q50.5) Kyste embryonnaire du ligament large
  - (Q50.6) Autres malformations congénitales des trompes de Fallope et des ligaments larges

- (Q51) Malformations congénitales de l'utérus et du col de l'utérus
  - (Q51.0) Agénésie et aplasie de l'utérus
  - (Q51.1) Utérus double avec duplication du col et du vagin
  - (Q51.2) Autres duplications de l'utérus
  - (Q51.3) Utérus bicorne
  - (Q51.4) Utérus unicorne
  - (Q51.5) Agénésie et aplasie du col de l'utérus
  - (Q51.6) Kyste embryonnaire du col de l'utérus
  - (Q51.7) Fistule congénitale utéro-digestive et utéro-urinaire
  - (Q51.8) Autres malformations congénitales de l'utérus et du col de l'utérus
  - (Q51.9) Malformation congénitale de l'utérus et du col de l'utérus, sans précision

- (Q52) Autres malformations congénitales des organes génitaux de la femme
  - (Q52.0) Absence congénitale de vagin
  - (Q52.1) Dédoublement du vagin
  - (Q52.2) Fistule recto-vaginale congénitale
  - (Q52.3) Imperforation de l'hymen
  - (Q52.4) Autres malformations congénitales du vagin
  - (Q52.5) Fusion de la vulve
  - (Q52.6) Malformation congénitale du clitoris
  - (Q52.7) Autres malformations congénitales de la vulve
  - (Q52.8) Autres malformations congénitales précisées des organes génitaux de la femme
  - (Q52.9) Malformation congénitale des organes génitaux de la femme, sans précision

- (Q53) Cryptorchidie
  - (Q53.0) Testicule en situation anormale
  - (Q53.1) Cryptorchidie unilatérale
  - (Q53.2) Cryptorchidie bilatérale
  - (Q53.9) Cryptorchidie, sans précision

- (Q54) Hypospadias
  - (Q54.0) Hypospadias balanique
  - (Q54.1) Hypospadias pénien
  - (Q54.2) Hypospadias pénoscrotal
  - (Q54.3) Hypospadias périnéal
  - (Q54.4) Chordée congénitale
  - (Q54.8) Autres hypospadias
  - (Q54.9) Hypospadias, sans précision

- (Q55) Autres malformations congénitales des organes génitaux de l'homme
  - (Q55.0) Absence et aplasie du testicule (Monorchidie)
  - (Q55.1) Hypoplasie du (des) testicule(s) et du scrotum
  - (Q55.2) Autres malformations congénitales du (des) testicule(s) et du scrotum (Polyorchidie)
  - (Q55.3) Atrésie du canal déférent
  - (Q55.4) Autres malformations congénitales du canal déférent, de l'épididyme, des vésicules séminales et de la prostate
  - (Q55.5) Absence et aplasie congénitales du pénis
  - (Q55.6) Autres malformations congénitales du pénis
  - (Q55.8) Autres malformations congénitales précisées des organes génitaux de l'homme
  - (Q55.9) Malformation congénitale des organes génitaux de l'homme, sans précision

- (Q56) Non-différenciation sexuelle et pseudo-hermaphrodisme
  - (Q56.0) Hermaphrodisme, non classé ailleurs
  - (Q56.1) Pseudo-hermaphrodisme masculin, non classé ailleurs
  - (Q56.2) Pseudo-hermaphrodisme féminin, non classé ailleurs
  - (Q56.3) Pseudo-hermaphrodisme, sans précision
  - (Q56.4) Sexe indéterminé, sans précision

## Q60-Q64 - Malformations congénitales de l'appareil urinaire
- (Q60) Agénésie rénale et autres défauts de développement rénal
  - (Q60.0) Agénésie rénale, unilatérale
  - (Q60.1) Agénésie rénale, bilatérale
  - (Q60.2) Agénésie rénale, sans précision
  - (Q60.3) Hypoplasie rénale unilatérale
  - (Q60.4) Hypoplasie rénale bilatérale
  - (Q60.5) Hypoplasie rénale, sans précision
  - (Q60.6) Syndrome de Potter

- (Q61) Maladies kystiques du rein
  - (Q61.0) Kyste congénital unique du rein
  - (Q61.1) Rein polykystique, autosomique récessif
  - (Q61.2) Rein polykystique, autosomique dominant
  - (Q61.3) Rein polykystique, sans précision
  - (Q61.4) Dysplasie rénale
  - (Q61.5) Kyste médullaire du rein
  - (Q61.8) Autres maladies kystiques du rein
  - (Q61.9) Maladie kystique du rein, sans précision (Syndrome de Meckel-Gruber)

- (Q62) Anomalies congénitales obstructives du bassinet et malformations congénitales de l'uretère
  - (Q62.0) Hydronéphrose congénitale
  - (Q62.1) Atrésie et sténose de l'uretère
  - (Q62.2) Méga-uretère congénital
  - (Q62.3) Autres anomalies obstructives du bassinet et de l'uretère
  - (Q62.4) Agénésie de l'uretère
  - (Q62.5) Duplication de l'uretère
  - (Q62.6) Malposition de l'uretère
  - (Q62.7) Reflux vésico-urétéro-rénal congénital
  - (Q62.8) Autres malformations congénitales de l'uretère

- (Q63) Autres malformations congénitales du rein
  - (Q63.0) Rein surnuméraire
  - (Q63.1) Rein lobulé, soudé et en fer à cheval
  - (Q63.2) Rein ectopique
  - (Q63.3) Rein hyperplasique et géant
  - (Q63.8) Autres malformations congénitales précisées du rein
  - (Q63.9) Malformation congénitale du rein, sans précision

- (Q64) Autres malformations congénitales de l'appareil urinaire
  - (Q64.0) Epispadias
  - (Q64.1) Exstrophie vésicale
  - (Q64.2) Valvules urétrales postérieures congénitales
  - (Q64.3) Autres formes d'atrésie et de sténose de l'urètre et du col de la vessie
  - (Q64.4) Malformation de l'ouraque
  - (Q64.5) Absence congénitale de la vessie et de l'urètre
  - (Q64.6) Diverticule congénital de la vessie
  - (Q64.7) Autres malformations congénitales de la vessie et de l'urètre
  - (Q64.8) Autres malformations congénitales précisées de l'appareil urinaire
  - (Q64.9) Malformation congénitale de l'appareil urinaire, sans précision

## Q65-Q79 - Malformations congénitales du système ostéo-articulaire et des muscles
- (Q65) Anomalies morphologiques congénitales de la hanche
  - (Q65.0) Luxation congénitale de la hanche, unilatérale
  - (Q65.1) Luxation congénitale de la hanche, bilatérale
  - (Q65.2) Luxation congénitale de la hanche, sans précision
  - (Q65.3) Subluxation congénitale de la hanche, unilatérale
  - (Q65.4) Subluxation congénitale de la hanche, bilatérale
  - (Q65.5) Subluxation congénitale de la hanche, sans précision
  - (Q65.6) Hanche instable
  - (Q65.8) Autres malformations congénitales de la hanche
  - (Q65.9) Malformation congénitale de la hanche, sans précision

- (Q66) Anomalies morphologiques congénitales du pied
  - (Q66.0) Pied bot varus équin
  - (Q66.1) Pied bot talus varus
  - (Q66.2) Metatarsus varus
  - (Q66.3) Autres anomalies morphologiques congénitales du pied en varus
  - (Q66.4) Pied bot talus valgus
  - (Q66.5) Pied plat congénital
  - (Q66.6) Autres anomalies morphologiques congénitales du pied en valgus
  - (Q66.7) Pied creux
  - (Q66.8) Autres anomalies morphologiques congénitales du pied
  - (Q66.9) Anomalie morphologique congénitale du pied, sans précision

- (Q67) Anomalies morphologiques congénitales de la tête, de la face, du rachis et du thorax
  - (Q67.0) Asymétrie faciale
  - (Q67.1) Anomalie morphologique faciale par compression
  - (Q67.2) Dolichocéphalie
  - (Q67.3) Plagiocéphalie
  - (Q67.4) Autres anomalies morphologiques congénitales du crâne, de la face et de la mâchoire
  - (Q67.5) Anomalie morphologique congénitale du rachis
  - (Q67.6) Thorax en entonnoir congénital
  - (Q67.7) Thorax en carène congénital
  - (Q67.8) Autres anomalies morphologiques congénitales du thorax

- (Q68) Autres anomalies morphologiques congénitales ostéo-articulaires et des muscles
  - (Q68.0) Anomalie morphologique congénitale des muscles sterno-cléido-mastoïdiens
  - (Q68.1) Anomalie morphologique congénitale de la main
  - (Q68.2) Anomalie morphologique congénitale du genou
  - (Q68.3) Incurvation congénitale du fémur
  - (Q68.4) Incurvation congénitale du tibia et du péroné
  - (Q68.5) Incurvation congénitale des os longs du membre inférieur, sans précision
  - (Q68.8) Autres anomalies morphologiques congénitales ostéo-articulaires et des muscles précisées

- (Q69) Polydactylie
  - (Q69.0) Doigt(s) surnuméraire(s)
  - (Q69.1) Pouce(s) surnuméraire(s)
  - (Q69.2) Orteil(s) surnuméraire(s)
  - (Q69.9) Polydactylie, sans précision

- (Q70) Syndactylie
  - (Q70.0) Coalescence des doigts
  - (Q70.1) Palmure des doigts
  - (Q70.2) Coalescence des orteils
  - (Q70.3) Palmure des orteils
  - (Q70.4) Polysyndactylie
  - (Q70.9) Syndactylie, sans précision

- (Q71) Raccourcissement du membre supérieur
  - (Q71.0) Absence congénitale complète d'un (des) membre(s) supérieur(s)
  - (Q71.1) Absence congénitale du bras et de l'avant-bras, main présente
  - (Q71.2) Absence congénitale de l'avant-bras et de la main
  - (Q71.3) Absence congénitale de la main et de(s) doigt(s)
  - (Q71.4) Raccourcissement longitudinal du radius
  - (Q71.5) Raccourcissement longitudinal du cubitus
  - (Q71.6) Main en pince de homard
  - (Q71.8) Autres raccourcissements d'un (des) membre(s) supérieur(s)
  - (Q71.9) Raccourcissement du membre supérieur, sans précision

- (Q72) Raccourcissement du membre inférieur
  - (Q72.0) Absence congénitale complète d'un (des) membre(s) inférieur(s)
  - (Q72.1) Absence congénitale de la cuisse et de la jambe, pied présent
  - (Q72.2) Absence congénitale de la jambe et du pied
  - (Q72.3) Absence congénitale du pied et d'un (des) orteil(s)
  - (Q72.4) Raccourcissement longitudinal du fémur
  - (Q72.5) Raccourcissement longitudinal du tibia
  - (Q72.6) Raccourcissement longitudinal du péroné
  - (Q72.7) Pied bifide
  - (Q72.8) Autres raccourcissements d'un (des) membre(s) inférieur(s)
  - (Q72.9) Raccourcissement du membre inférieur, sans précision

- (Q73) Raccourcissement d'un membre non précisé
  - (Q73.0) Absence congénitale d'un (des) membre(s) non précisé(s)
  - (Q73.1) Phocomélie, membre(s) non précisé(s)
  - (Q73.8) Autres raccourcissements d'un (des) membre(s) non précisé(s) (Ectromélie, Hémimélie)

- (Q74) Autres malformations congénitales d'un (des) membre(s)
  - (Q74.0) Autres malformations congénitales d'un (des) membre(s) supérieur(s), y compris la ceinture scapulaire
  - (Q74.1) Malformation congénitale du genou
  - (Q74.2) Autres malformations congénitales d'un (des) membre(s) inférieur(s), y compris la ceinture pelvienne
  - (Q74.3) Arthrogrypose congénitale multiple
  - (Q74.8) Autres malformations congénitales précisées d'un (des) membre(s) non précisé(s)
  - (Q74.9) Malformation congénitale d'un (des) membre(s) non précisé(s), sans précision

- (Q75) Autres malformations congénitales des os du crâne et de la face
  - (Q75.0) Craniosynostose
  - (Q75.1) Dysostose crânio-faciale (Maladie de Crouzon)
  - (Q75.2) Hypertélorisme
  - (Q75.3) Macrocéphalie
  - (Q75.4) Dysostose mandibulo-faciale (Syndrome de Treacher Collins)
  - (Q75.5) Dysostose oculo-mandibulaire
  - (Q75.8) Autres malformations congénitales précisées des os du crâne et de la face (Platybasie)
  - (Q75.9) Malformation congénitale des os du crâne et de la face, sans précision

- (Q76) Malformations congénitales du rachis et du thorax osseux
  - (Q76.0) Spina bifida occulta
  - (Q76.1) Syndrome de Klippel-Feil
  - (Q76.2) Spondylolisthésis congénital
  - (Q76.3) Scoliose congénitale due à une malformation osseuse congénitale
  - (Q76.4) Autres malformations congénitales du rachis, non associées à une scoliose
  - (Q76.5) Côte cervicale
  - (Q76.6) Autres malformations congénitales des côtes
  - (Q76.7) Anomalies congénitales du sternum
  - (Q76.8) Autres malformations congénitales du thorax osseux
  - (Q76.9) Malformation congénitale du thorax osseux, sans précision

- (Q77) Ostéochondrodysplasie avec anomalies de la croissance des os longs et du rachis
  - (Q77.0) Achondrogénésie (Hypochondrogénésie)
  - (Q77.1) Insuffisance staturale thanatophore
  - (Q77.2) Syndrome des côtes courtes
  - (Q77.3) Chondrodysplasie ponctuée
  - (Q77.4) Achondroplasie (Hypochondroplasie, Ostéosclérose congénitale)
  - (Q77.5) Dysplasie diastrophique
  - (Q77.6) Dysplasie chondro-ectodermique (Syndrome d'Ellis-Van Creveld)
  - (Q77.7) Dysplasie spondylo-épiphysaire
  - (Q77.8) Autres ostéochondrodysplasies avec anomalies de la croissance des os longs et du rachis
  - (Q77.9) Ostéochondrodysplasie avec anomalies de la croissance des os longs et du rachis, sans précision

- (Q78) Autres ostéochondrodysplasies
  - (Q78.0) Ostéogénèse imparfaite (Ostéopsathyrose)
  - (Q78.1) Dysplasie polyostotique fibreuse (Syndrome de McCune–Albright)
  - (Q78.2) Ostéopétrose
  - (Q78.3) Dysplasie diaphysaire progressive (Syndrome de Camurati-Engelmann)
  - (Q78.4) Enchondromatose (Maladie d'Ollier, Syndrome de Maffucci (en))
  - (Q78.5) Dysplasie métaphysaire (Syndrome de Pyle-Cohn (en))
  - (Q78.6) Exostoses multiples congénitales
  - (Q78.8) Autres ostéochondrodysplasies précisées (Ostéopoïkilose)
  - (Q78.9) Ostéochondrodysplasie, sans précision (Chondrodystrophie, Ostéodystrophie)

- (Q79) Malformations congénitales du système ostéo-articulaire et des muscles, non classées ailleurs
  - (Q79.0) Hernie diaphragmatique congénitale
  - (Q79.1) Autres malformations congénitales du diaphragme
  - (Q79.2) Exomphale
  - (Q79.3) Gastroschisis
  - (Q79.4) Aplasie congénitale de la musculature abdominale (Syndrome de Prune Belly)
  - (Q79.5) Autres malformations congénitales de la paroi abdominale
  - (Q79.6) Syndrome d'Ehlers-Danlos
  - (Q79.8) Autres malformations congénitales du système ostéo-articulaire et des muscles
  - (Q79.9) Malformation congénitale du système ostéo-articulaire et des muscles, sans précision

## Q80-Q89 - Autres malformations congénitales
- (Q80) Ichtyose congénitale
  - (Q80.0) Ichtyose vulgaire
  - (Q80.1) Ichtyose liée au chromosome X
  - (Q80.2) Ichtyose lamellaire
  - (Q80.3) Erythrodermie ichtyosiforme bulleuse congénitale
  - (Q80.4) Fœtus Arlequin
  - (Q80.8) Autres ichtyoses congénitales
  - (Q80.9) Ichtyose congénitale, sans précision

- (Q81) Epidermolyse bulleuse
  - (Q81.0) Epidermolyse bulleuse simple
  - (Q81.1) Epidermolyse bulleuse létale
  - (Q81.2) Epidermolyse bulleuse dystrophique
  - (Q81.8) Autres épidermolyses bulleuses
  - (Q81.9) Epidermolyse bulleuse, sans précision

- (Q82) Autres malformations congénitales de la peau
  - (Q82.0) Lymphœdème héréditaire
  - (Q82.1) Xeroderma pigmentosum
  - (Q82.2) Mastocytose
  - (Q82.3) Incontinentia pigmenti
  - (Q82.4) Dysplasie ectodermique (anhidrotique)
  - (Q82.5) Nævus congénital non néoplasique
  - (Q82.8) Autres malformations congénitales précisées de la peau
  - (Q82.9) Malformation congénitale de la peau, sans précision

- (Q83) Malformations congénitales du sein
  - (Q83.0) Absence congénitale de sein avec absence de mamelon
  - (Q83.1) Sein surnuméraire
  - (Q83.2) Absence de mamelon
  - (Q83.3) Mamelon accessoire (Mamelon surnuméraire)
  - (Q83.8) Autres malformations congénitales du sein (Hypoplasie mammaire)
  - (Q83.9) Malformation congénitale du sein, sans précision

- (Q84) Autres malformations congénitales de la peau et des phanères
  - (Q84.0) Alopécie congénitale (Atrichie congénitale)
  - (Q84.1) Anomalies congénitales de la morphologie des cheveux, non classées ailleurs (Aplasie moniliforme, Monilethrix, Pili annulati)
  - (Q84.2) Autres anomalies congénitales des cheveux (Hypertrichose congénitale, Malformation congénitale des cheveux, Persistance du lanugo)
  - (Q84.3) Anonychie
  - (Q84.4) Leuconychie congénitale
  - (Q84.5) Hypertrophie des ongles (Onychose congénitale, Pachyonychie)
  - (Q84.6) Autres malformations congénitales des ongles (Hippocratisme unguéal, Koïlonychie congénitale)
  - (Q84.8) Autres malformations congénitales précisées de la peau et des phanères
  - (Q84.9) Malformation congénitale de la peau et des phanères, sans précision

- (Q85) Phacomatoses, non classées ailleurs
  - (Q85.0) Neurofibromatose (non maligne) (Maladie de von Recklinghausen)
  - (Q85.1) Sclérose tubéreuse (Epiloïa, Maladie de Bourneville)
  - (Q85.8) Autres phacomatoses, non classées ailleurs (Syndrome de Peutz-Jeghers, Syndrome de Sturge-Weber, Maladie de von Hippel-Lindau)
  - (Q85.9) Phacomatose, sans précision

- (Q86) Syndromes congénitaux malformatifs dus à des causes exogènes connues, non classés ailleurs
  - (Q86.0) Syndrome d'alcoolisme fœtal (dysmorphique)
  - (Q86.1) Syndrome fœtal dû à l'hydantoïne (Syndrome de Meadow)
  - (Q86.2) Dysmorphisme dû à la warfarine
  - (Q86.8) Autres syndromes congénitaux malformatifs dus à des causes exogènes connues

- (Q87) Autres syndromes congénitaux malformatifs précisés atteignant plusieurs systèmes
  - (Q87.0) Syndromes congénitaux malformatifs atteignant principalement l'aspect de la face (Acrocéphalopolysyndactylie, Acrocéphalosyndactylie, Cyclopie, Syndrome de Goldenhar, Syndrome de Möbius, Syndrome de Pierre Robin, Visage de siffleur)
  - (Q87.1) Syndromes congénitaux malformatifs associés principalement à une petite taille (Syndrome d'Aarskog, Syndrome de Cockayne, Syndrome de Cornelia de Lange, Syndrome de Dubowitz, Syndrome de Noonan, Syndrome de Prader-Willi, Syndrome de Robinow, Syndrome de Silver-Russell, Syndrome de Seckel (en), Syndrome de Smith-Lemli-Opitz)
  - (Q87.2) Syndromes congénitaux malformatifs impliquant principalement les membres (Ostéo-onychodysostose, Syndrome de Holt-Oram, Syndrome de Klippel-Trenaunay, onycho-arthro-ostéodysplasie, Syndrome de Rubinstein-Taybi, sirénomélie)
  - (Q87.3) Syndromes congénitaux malformatifs comprenant un gigantisme néonatal (Syndrome de Beckwith-Wiedemann, Syndrome de Sotos, Syndrome de Weaver)
  - (Q87.4) Syndrome de Marfan
  - (Q87.5) Autres syndromes congénitaux malformatifs avec d'autres modifications du squelette
  - (Q87.8) Autres syndromes congénitaux malformatifs précisés, non classés ailleurs (Syndrome d'Alport, Syndrome de Bardet-Biedl, Syndrome de Zellweger)
- (Q89) Autres malformations congénitales, non classées ailleurs
  - (Q89.0) Malformations congénitales de la rate (Asplénie (congénitale), Splénomégalie congénitale)
  - (Q89.1) Malformations congénitales des surrénales
  - (Q89.2) Malformations congénitales des autres glandes endocrines
  - (Q89.3) Situs inversus
  - (Q89.4) Jumeaux soudés (Craniopage, Dicéphale, Monstre double, Pygopage, Thoracopage)
  - (Q89.7) Malformations congénitales multiples, non classées ailleurs
  - (Q89.8) Autres malformations congénitales précisées
  - (Q89.9) Malformation congénitale, sans précision

## Q90-Q99 - Anomalies chromosomiques, non classées ailleurs
- (Q90) Syndrome de Down
  - (Q90.0) Trisomie 21, non-disjonction méïotique
  - (Q90.1) Trisomie 21, mosaïque chromosomique (non-disjonction mitotique)
  - (Q90.2) Trisomie 21, translocation
  - (Q90.9) Syndrome de Down, sans précision (Trisomie 21)

- (Q91) Syndrome d'Edwards et syndrome de Patau
  - (Q91.0) Trisomie 18, non-disjonction méïotique
  - (Q91.1) Trisomie 18, mosaïque chromosomique (non-disjonction mitotique)
  - (Q91.2) Trisomie 18, translocation
  - (Q91.3) Syndrome d'Edwards, sans précision
  - (Q91.4) Trisomie 13, non-disjonction méïotique
  - (Q91.5) Trisomie 13, mosaïque chromosomique (non-disjonction mitotique)
  - (Q91.6) Trisomie 13, translocation
  - (Q91.7) Syndrome de Patau, sans précision

- (Q92) Autres trisomies et trisomies partielles des autosomes, non classées ailleurs
  - (Q92.0) Trisomie d'un chromosome entier, non-disjonction méïotique
  - (Q92.1) Trisomie d'un chromosome entier, mosaïque chromosomique (non-disjonction mitotique)
  - (Q92.2) Trisomie partielle majeure
  - (Q92.3) Trisomie partielle mineure
  - (Q92.4) Duplications vues seulement à la prométaphase
  - (Q92.5) Duplications avec autres réarrangements complexes
  - (Q92.6) Chromosomes marqueurs supplémentaires
  - (Q92.7) Triploïdie et polyploïdie
  - (Q92.8) Autres trisomies et trisomies partielles précisées des autosomes
  - (Q92.9) Trisomie et trisomie partielle des autosomes, sans précision

- (Q93) Monosomies et délétions des autosomes, non classées ailleurs
  - (Q93.0) Monosomie d'un chromosome entier, non-disjonction méïotique
  - (Q93.1) Monosomie d'un chromosome entier, mosaïque chromosomique (non-disjonction mitotique)
  - (Q93.2) Chromosome remplacé par un anneau ou dicentrique
  - (Q93.3) Délétion du bras court du chromosome 4 (Syndrome de Wolf-Hirschhorn)
  - (Q93.4) Délétion du bras court du chromosome 5 (Syndrome du cri du chat)
  - (Q93.5) Autres délétions partielles d'un chromosome (Syndrome d'Angelman)
  - (Q93.6) Délétions vues seulement à la prométaphase
  - (Q93.7) Délétions avec autres réarrangements complexes
  - (Q93.8) Autres délétions des autosomes
  - (Q93.9) Délétion des autosomes, sans précision

- (Q95) Réarrangements équilibrés et marqueurs structuraux, non classés ailleurs
  - (Q95.0) Translocation ou insertion équilibrée chez un sujet normal
  - (Q95.1) Inversion chromosomique chez un sujet normal
  - (Q95.2) Réarrangement autosomique équilibré chez un sujet anormal
  - (Q95.3) Réarrangement sexuel/autosomique équilibré chez un sujet anormal
  - (Q95.4) Sujet avec marqueur d'hétérochromatine
  - (Q95.5) Sujet avec site autosomique fragile
  - (Q95.8) Autres réarrangements équilibrés et marqueurs structurels
  - (Q95.9) Réarrangement équilibré et marqueur structurel, sans précision

- (Q96) Syndrome de Turner
  - (Q96.0) Caryotype 45,X
  - (Q96.1) Caryotype 46,X iso (Xq)
  - (Q96.2) Caryotype 46,X avec chromosome sexuel anormal, sauf iso (Xq)
  - (Q96.3) Mosaïque chromosomique, 45,X/46,XX ou XY
  - (Q96.4) Mosaïque chromosomique, 45,X/autre(s) lignée(s) cellulaire(s) avec chromosome sexuel anormal
  - (Q96.8) Autres formes du syndrome de Turner
  - (Q96.9) Syndrome de Turner, sans précision

- (Q97) Autres anomalies des chromosomes sexuels, phénotype féminin, non classées ailleurs
  - (Q97.0) Caryotype 47,XXX (syndrome triple X)
  - (Q97.1) Femme avec plus de trois chromosomes X
  - (Q97.2) Mosaïque chromosomique, lignées avec divers nombres de chromosomes X
  - (Q97.3) Femme avec un caryotype 46,XY
  - (Q97.8) Autres anomalies précisées des chromosomes sexuels, phénotype féminin
  - (Q97.9) Anomalie des chromosomes sexuels, phénotype féminin, sans précision

- (Q98) Autres anomalies des chromosomes sexuels, phénotype masculin, non classées ailleurs
  - (Q98.0) Syndrome de Klinefelter, caryotype 47,XXY
  - (Q98.1) Syndrome de Klinefelter, homme avec plus de deux chromosomes X
  - (Q98.2) Syndrome de Klinefelter, homme avec caryotype 46,XX
  - (Q98.3) Autre phénotype masculin avec caryotype 46,XX
  - (Q98.4) Syndrome de Klinefelter, sans précision
  - (Q98.5) Caryotype 47,XYY
  - (Q98.6) Homme avec chromosomes sexuels de structure anormale
  - (Q98.7) Homme avec mosaïque des chromosomes sexuels
  - (Q98.8) Autres anomalies précisées des chromosomes sexuels, phénotype masculin
  - (Q98.9) Anomalie des chromosomes sexuels, phénotype masculin, sans précision

- (Q99) Autres anomalies des chromosomes, non classées ailleurs
  - (Q99.0) Chimère 46,XX/46,XY
  - (Q99.1) Hermaphrodite vrai 46,XX
  - (Q99.2) Chromosome X fragile (Syndrome de l'X fragile)
  - (Q99.8) Autres anomalies précisées des chromosomes
  - (Q99.9) Anomalie chromosomique, sans précision